# Ragazze innamorate
Ragazze innamorate (Ladies in Love) è un film del 1936 diretto da Edward H. Griffith.
È una commedia a sfondo romantico statunitense con Janet Gaynor, Constance Bennett e Loretta Young ambientata a Budapest. È basato sull'opera teatrale Three Girls di Ladislaus Bus-Fekete.

## Produzione
Il film, diretto da Edward H. Griffith su una sceneggiatura di Melville Baker, Charles Kenyon e Paul Girard Smith con il soggetto di Leslie Bush-Fekete (autore della commedia teatrale), fu prodotto da Buddy G. DeSylva, come produttore associato, per la Twentieth Century Fox Film Corporation dal 13 luglio al settembre 1936. Il titolo di lavorazione fu Three Girls.

## Colonna sonora
- Kunstlerleben (Artist's Life), Op.316 (1867) - scritta da Johann Strauss
- Maria, Marì (Oh Marie - Oh Marie) (1899) - scritta da Eduardo Di Capua e V. Russo, cantata da una donna nello spettacolo
- Three Blind Mice - tradizionale, cantata da Loretta Young

## Distribuzione
Il film fu distribuito con il titolo Ladies in Love negli Stati Uniti dal 9 ottobre 1936 al cinema dalla Twentieth Century Fox Film Corporation.
Altre distribuzioni:
- in Danimarca l'11 gennaio 1937 (Tre piger flytter sammen)
- in Finlandia il 31 gennaio 1937 (Rakastuneita naisia)
- in Francia il 4 marzo 1937 (Quatre femmes à la recherche du bonheur)
- in Grecia (Gynaikes erotevmenes)
- in Venezuela (Jóvenes enamoradas)
- in Austria (Liebe - nicht genügend)
- in Brasile (Mulheres Enamoradas)
- in Italia (Ragazze innamorate)